# Neulingen
Neulingen är en kommun i Enzkreis i regionen Nordschwarzwald i Regierungsbezirk Karlsruhe i förbundslandet Baden-Württemberg i Tyskland. 
De tidigare kommunerna Bauschlott och Nußbaum uppgick i Göbrichen 1 januari 1974 och namnet ändrades till Neulingen.
Kommunen ingår i kommunalförbundet Neulingen tillsammans med kommunerna Kieselbronn och Ölbronn-Dürrn.